# Římskokatolická farnost Nedvědice pod Pernštejnem
Římskokatolická farnost Nedvědice pod Pernštejnem je územní společenství římských katolíků v obci Nedvědice s farním kostelem svaté Kunhuty.

## Území farnosti
- Nedvědice s farním kostelem svaté Kunhuty
- Bořínov
- Býšovec s kaplí sv. Vavřince
- Dolní Čepí s filiálním kostelem svatého Václava
- Horní Čepí
- Chlébské s kaplí sv. Jana Křtitele
- Kovářová s kaplí sv. Cyrila a Metoděje
- Pernštejn s hradní kaplí sv. Františka Xaverského
- Smrček s kaplí sv. Antonína Paduánského

| Kostel                         | Místo            | Bohoslužba             | Bohoslužba                      | Poznámka        |
| ------------------------------ | ---------------- | ---------------------- | ------------------------------- | --------------- |
| Kaple sv. Vavřince             | Býšovec          | neslouží se pravidelně | neslouží se pravidelně          | obecní kaple    |
| Kostel sv. Václava             | Dolní Čepí       | neslouží se pravidelně | neslouží se pravidelně          | filiální kostel |
| Kaple sv. Jana Křtitele        | Chlébské         | neslouží se pravidelně | neslouží se pravidelně          | obecní kaple    |
| Kaple sv. Cyrila a Metoděje    | Kovářová         | neslouží se pravidelně | neslouží se pravidelně          | obecní kaple    |
| Kostel sv. Kunhuty             | Nedvědice        | neděle úterý čtvrtek   | 8.30 19.00 v létě, 17.00 v zimě | farní kostel    |
| Kaple sv. Františka Xaverského | Pernštejn - hrad | neslouží se pravidelně | neslouží se pravidelně          | hradní kaple    |
| Kaple sv. Antonína Paduánského | Smrček           | neslouží se pravidelně | neslouží se pravidelně          | obecní kaple    |

## Duchovní správci
Farářem je od srpna 1995 R. D. Zdeněk Chylík.

## Aktivity farnosti
Na území farnosti se koná Tříkrálová sbírka. Při sbírce v roce 2016 se vybralo jenom v Nedvědici 34 785 korun. O rok později činil výtěžek sbírky v Nedvědici 33 303 korun. Při sbírce v roce 2019 se vybralo 51 805 korun.
V provozu je farní knihovna.